# Bruck an der Mur
Bruck an der Mur – miasto powiatowe w środkowej Austrii, w kraju związkowym Styria, siedziba powiatu Bruck-Mürzzuschlag. Do 31 grudnia 2012 siedziba powiatu Bruck an der Mur. Leży przy ujściu rzeki Mürz do Mury. Liczy 15803 mieszkańców (1 stycznia 2015).
W mieście znajduje się stacja kolejowa Bruck an der Mur.
W mieście rozwinął się przemysł metalowy, papierniczy oraz spożywczy.

## Współpraca
Miejscowości partnerskie:
- Hohenlimburg – dzielnica Hagen, Niemcy,
- Liévin, Francja
- Veroli, Włochy